# Балка Кінська
Балка Кінська — балка (річка) в Україні у Арбузинському районі Миколаївської області. Права притока річки Арбузинки (басейн Південного Бугу).

## Опис
Довжина балки приблизно 8,12 км, найкоротша відстань між витоком і гирлом — 7,08 км, коефіцієнт звивистості річки — 1,15. Формується декількома струмками та загатами. На деяких ділянках балка пересихає.

## Розташування
Бере початок у селі Виноградний Яр. Тече переважно на південний схід через село Садове і у селищі Арбузинка впадає в річку Арбузинку, праву притоку річки Мертвоводи.

## Цікаві факти
- У XX столітті на балці існували молочно, -птице-тваринні ферми (МТФ, ПТФ), газгольдер та газові свердловини[2].